# Sunset Beach (California)
Sunset Beach es una ciudad ubicada en el condado de Orange en el estado estadounidense de California. En el año 2010 tenía una población de 971 habitantes.

## Geografía
Sunset Beach se encuentra ubicado en las coordenadas 33°43′3.54″N 118°4′21.31″O / 33.7176500, -118.0725861.